# Englos
Englos ist eine französische Gemeinde im Département Nord in der Region Hauts-de-France. Sie gehört zum Kanton Lille-6 im Arrondissement Lille.

## Geografie
Die Gemeinde Englos liegt sieben Kilometer westlich der Innenstadt von Lille. Sie grenzt im Norden an Ennetières-en-Weppes, im Nordosten an Lille, im Osten an Sequedin, im Süden an Hallennes-lez-Haubourdin und im Westen an Escobecques.
Englos ist ein Straßenknotenpunkt: die ehemalige Route nationale 41, die ehemalige Route nationale 352 und die Autoroute A25 führen über Englos.

## Bevölkerungsentwicklung
| Jahr                       | 1962 | 1968 | 1975 | 1982 | 1990 | 1999 | 2008 | 2013 | 2020 |
| Einwohner                  | 341  | 345  | 367  | 436  | 510  | 507  | 574  | 561  | 615  |
| Quellen: Cassini und INSEE |      |      |      |      |      |      |      |      |      |

## Wirtschaft
In Englos steht das Einkaufszentrum Englos-les-Géants.
Englos war 1976 der Gründungsort des Unternehmens Decathlon.

## Sehenswürdigkeiten
- Kirche Sainte-Marie-Madeleine, Monument historique
- Kirche Saint-Corneille, Monument historique
- Gefallenendenkmal

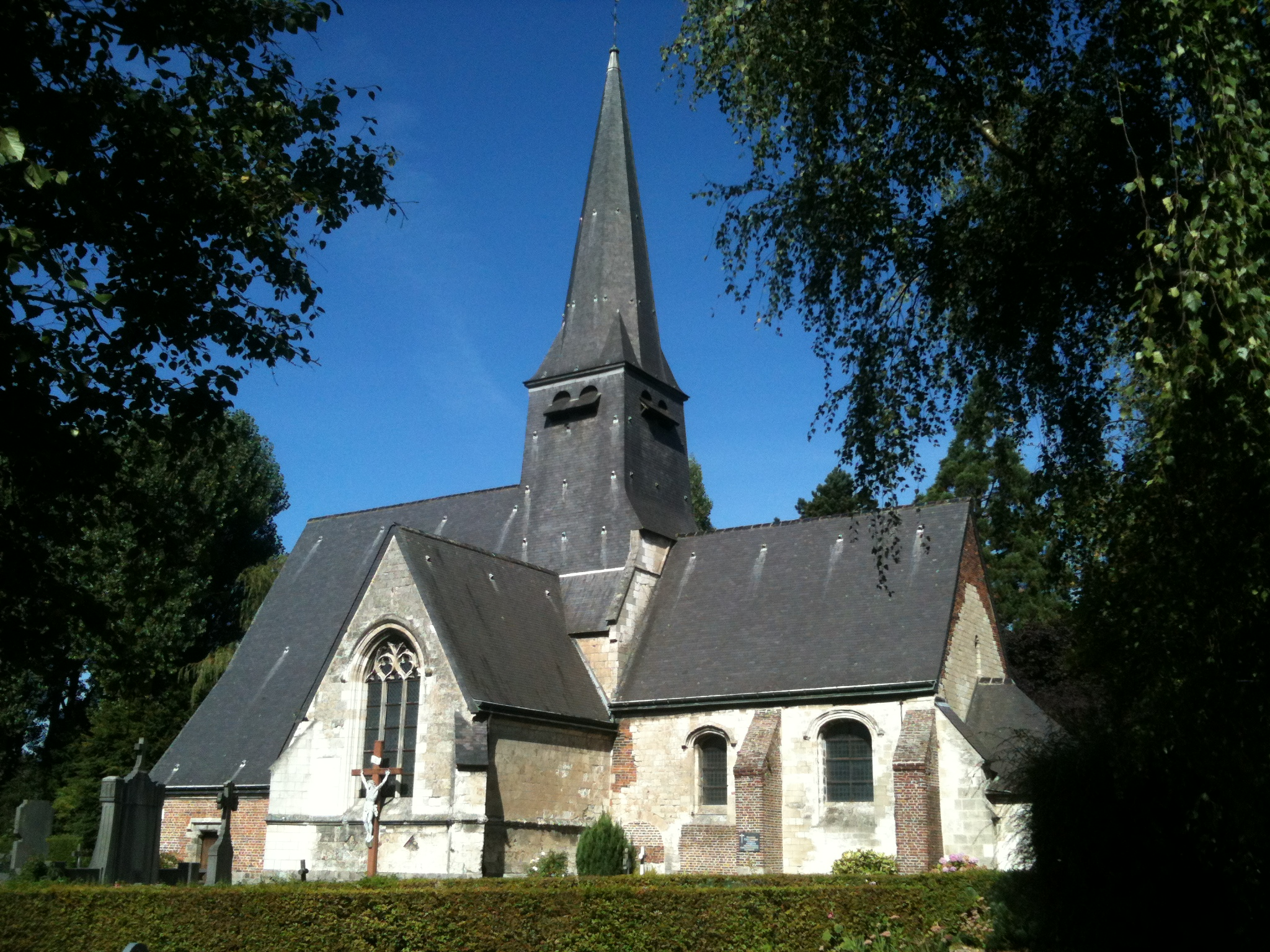
Kirche Sainte-Marie-Madeleine
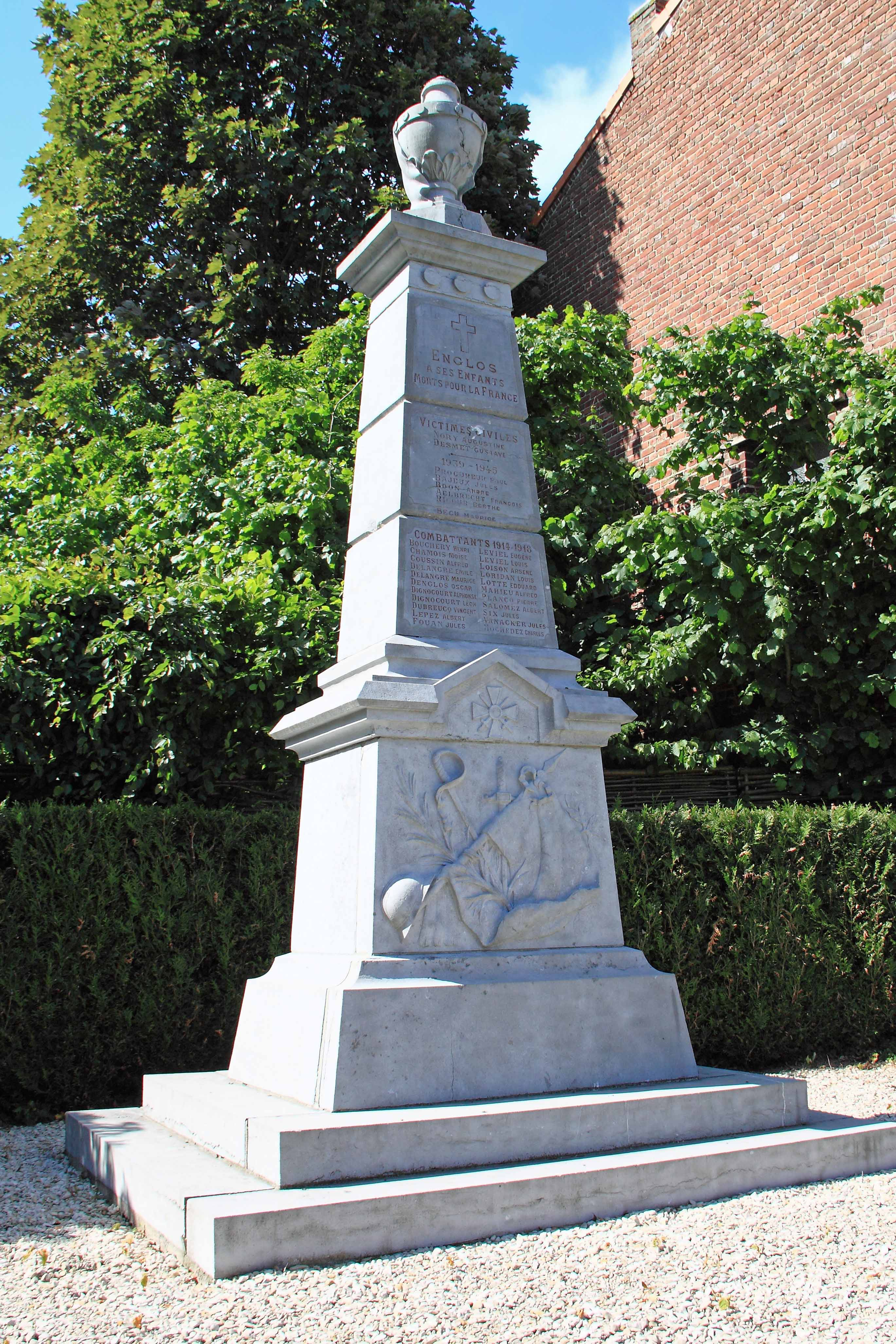
Gefallenendenkmal